# كأس التشيك 1999–2000
كأس التشيك 1999–2000 هو موسم من كأس التشيك. أشرف على تنظيمه اتحاد جمهورية التشيك لكرة القدم، وكان عدد الأندية المشاركة فيه 134، وفاز فيه نادي سلوفان ليبيريتس.